# محمد كمال الدين السنانيري
محمد كمال الدين بن محمد علي السنانيري أحد قادة وأعلام جماعة الإخوان المسلمين وزوج أمينة قطب شقيقة المنظر الإسلامي الشهير سيد قطب، ولد في القاهرة في 11 مارس 1918 ونشأ في أسرة ميسورة الحال، وتلقى تعليمه في المدارس المدنية، وحصل منها على الشهادتين الابتدائية والثانوية، ولم يستكمل تعليمه العالي في الجامعة، وفضل العمل في الحكومة، فالتحق بوزارة الصحة، عقب حصوله على الشهادة الثانوية سنة [1353 هجري الموافق 1934 ميلادي]. وبعد أربع سنوات من العمل الحكومي قدم استقالته من وظيفته، وأعد نفسه للسفر إلى الولايات المتحدة الأمريكية لدراسة الصيدلة في إحدى جامعاتها للعمل بعد رجوعه في الصيدلية التي يملكها أبوه، غير أن أحد علماء الدين أقنعه بعدم السفر إلى الولايات المتحدة الأمريكية، فاستجاب له «السنانيري»، وعدل عن السفر بعد أن أعد عدته، وهيَّأ نفسه لمغادرة البلاد.

## التحاقه بجماعة الإخوان المسلمين
في هذه الفترة كانت دعوة جماعة الإخوان المسلمين تلقى نجاحًا بين الناس، ويقبل عليها كثير منهم، وامتد نشاطها إلى أماكن كثيرة في البلاد، وكان لطريقتها في الدعوة وتمسكها بالإسلام دينًا ودُنْيا، خلقًا وسلوكًا، علمًا وعملًا، حركة ونشاطًا، أبلغ الأثر في تعاطف الناس معها، وانضمام كثيرين إلى صفوفها، وكذلك لم يكن غريبًا أن يجد «السنانيري» ضالته في جماعة الإخوان المسلمين، فانضمَّ إليها سنة [1360 هـ الموافق 1941 م]، وعَمِل معها بكل طاقته؛ ولذلك تقدم الصفوف، وأُوكل إليه القيام بعدد من المهام الدعوية والتنظيمية. ولم تشغله أعماله الدعوية ومسئولياته عن متابعة أسرته، فقد توفي أبوه تاركًا ثلاثةً من الأشقاء وثلاثًا من الشقيقات، فقام على أسرته خير قيام، يسعى لها، ويحرث في حقول الدعوة وميادينها، ويغرس الغراس التي ستؤتي أكلها بعد ذلك.

## مصادمات سنة 1954 مع الجيش
اصطدمت حركة الجيش بجماعة الإخوان سنة [1374 هـ الموافق 1954 م] بعد أن فشلت - أي حركة الجيش - في احتوائها وذلك لاختلاف الأهداف بين جماعة عقائدية ومجموعة الضباط الشباب وبدعوى الرغبة في تأسيس وطن قوى مستقل قامت حركة الجيش بحل جماعة الإخوان، واعتقال كثير من المنتمين إليها، غير أن ما حدث أدى إلى قيام الاخوان بتدبير مظاهرةٌ أشرفت عليها جماعة الإخوان المسلمين، واتجهت إلى قصر عابدين، وكان يقود هذه المظاهرة "عبد القادر عودة"، وكان السنانيري واحدًا ممن يشرفون على تنظيم هذه المظاهرة التي اظهرت خطورة وجود تنظيم لا ينتمى ولائه للدولة المركزية ولديه تنظيمه المسلح غير أن ما حدث جعل رجال الجيش يعيدون الكرة للإطاحة بجماعة الإخوان، بعد حادث المنشية المعروف الذي حاولت فيه الجماعة اغتيال جمال عبد الناصر؛ وذلك بهدف القضاء على التنظيم الخاص الذي كان من ابرز أفراده السنانيري الذي اعتقل في سنة [1374 هـ الموافق 1954م]، وقُدِّم لمحاكمة حكَمت عليه بالسجن، فأمضى في السجن عشرين عامًا، حتى خرج سنة [1394 هـ الموافق 1974م ].

## حياته في السجن
وفي أثناء محاكمته تعرض - مثل غيره من الإخوان - إلى تعذيب وحشيٍّ فاق كل خيال، حتى إن والدته لم تتعرف عليه في أثناء حضورها الجلسة الأولى للمحاكمة؛ لشدة ما وقع عليه من عذاب، فقد نحل جسمه، وكسر فكه؛ حتى تغيرت طريقة كلامه، وبلغ من شدة تعذيبه أن شقيق زوجته الأولى - وكان معتقلًا معه - أصيب بالذهول من هول المآسي التي نزلت على السنانيري، ولم تتحمل أعصابه المرهفة آثارالعذاب الوحشية البادية على الجسد الواهن، ففقد عقله، ونقل إلى مستشفى الأمرض العصبيَّة. وظل في السجن لا يلبس إلا الثياب الخشنه، ورفض ارتداء الثياب الداخلية التي كان لكل سجين حق شرائها من مقصف السجن، وعاش سجنه متجردًا من كل ما يعتبره ضابط السجن منحة توهب للسجين ترغيبًا أو يحرم منها ترهيبًا، آثر أن يتجرد من كل ما يمكن أن يحرم منه؛ ليملك من نفسه ما يعجز الآخر أن يملكه منه. وهذا السلوك يجلي نفس «السنانيري» التي ملكها، وجعلها طوع بنانه، وأخلى قلبه من التطلع إلى الدنيا بعد أن ملأه زهدًا وصلاحًا، يصوم النهار، ويقوم الليل، ويأخذ نفسه بالشدة؛ ولذلك لم يكن غريبًا أن يرفض ما يطلبه منه ضباط السجن من تأييد نظام عبد الناصر طلبًا للسلامة، وطريقًا للخروج من جحيم السجن. وفي فترة سجنه طلق زوجته الأولى بعد أن ضغط رجال المباحث على أهلها لتطلب الطلاق، وكان قد خيَّرها من قبل بين البقاء زوجة له أو الطلاق، ولكنها آثرت أن تظل زوجة له، لكن أهلها أجبَروها على الطلاق منه، ثم عقد قرانه على «أمينة قطب» أخت «سيد قطب»، وبنى بها بعد خروجه من السجن، ولم يرزق منها بأطفال.

## نشاطه بعد الإفراج عنه
وبعد خروجه من السجن عاود نشاطه الدعوي، ولم يركن إلى الدعة والراحة بعد المعاناة الطويلة التي تحملها في صبر وثبات، فالدعاة والمصلحون لا يتخلون عن رسالتهم مهما عانوا من تبعاتها. وكان من أبرز نشاطاته دوره في ميدان الجهاد في أفغانستان، التي تعرضت للغزو الروسي، ووقعت في قبضته، وقد بذل السنانيري وقته وجهده في دعم المجاهدين الأفغان، ورأب الصدع بينهم، وإصلاح ذات البين بين قادته الذين أحبوه جميعًا، وعرفوا قدر إخلاصه وحرصه على وحدتهم، ودانوا له بالطاعة والاحترام، فلا يكادون يخالفون له أمرًا في أثناء وجوده معهم.

## اعتقاله واغتياله في المعتقل
وبعد عودته من أفغانستان تعرض للاعتقال مع غيره من أبناء الحركة الإسلامية وقادة العمل الوطني في مصر، وكان الرئيس السادات قد أصدر- في [ذي القعدة 1401 هـ الموافق سبتمبر 1981 م] - قرارات التحفظ الشهيرة على معارضي سياسته، وألقى بهم في المعتقلات بعد أن اشتدت المعارضة لاتفاقيات الصلح مع العدو الإسرائيلي، وتعرّض السنانيري في أثناء اعتقاله لتعذيب رهيب؛ أملًا في معرفة معلومات عن التنظيم الدولي للإخوان المسلمين، ووقع عليه أهوال من العذاب بعد أن تجاوز الستين من عمره، ولم يتحمل جسده هذه الأهوال التي تفنن زبانية التعذيب في إلحاقها به، ولم يكن لمن في سنه أن يتحمل هذه الأهوال ففاضت روحه في [10 من المحرم 1402 هـ الموافق 8 من نوفمبر 1981م].

## مراثي زوجته
عرف الأدب العربي مراثي الأزواج لزوجاتهم، وهي تفيض ألمًا وحزنًا على فراق أحبتهم، ومن الشعراء من خصص ديوانًا كاملًا لرثاء زوجاتهم، مثل «عزيز أباظه» و«عبد الرحمن صدقي» و«محمد رجب البيومي», غير أن رثاء الزوجات لأزواجهن نادر في الشعر العربي، وقد رثت السنانيري زوجته «أمينة قطب» في أكثر من قصيدة، وكان لها في ذكرى وفاته من كل عام قصيدة حزينة مؤثرة، ولو جمعت هذه القصائد في ديوان لكان حدثًا كبيرًا في دنيا الشعر العربي المعاصر.
ومن تلك القصائد، وهي أول ما رثت بها زوجها قولها:
ما عدت انتظر الرجوع ولا مواعيد المساء
ماعدت أحفل بالقطار يعود موفور الرجاء
ما عاد كلب الحي يزعجني بصوت أو عواء
وأخاف أن يلقاك مهتاجًا يزمجر في غباء
ماعدت انتظر المجيء أو الحديث ولا اللقاء
ماعدت أرقب وقع خطوك مقبلًا بعد انتهاء
وأضيء نور السلم المشتاق يسعد بارتقاء
ماعدت أهرع حين تقبل باسمًا رغم العناء

## من المصادر التي يمكن اليها لمعرفة معلومات أكثر عن الأستاذ محمد كمال الدين السنانيري
محمد الصايم: شهداء الدعوة الإسلامية في القرن العشرين - دار الفضيلة - القاهرة – 1992م.
عبد الله العقيل: من أعلام الحركة والدعوة الإسلامية المعاصرة - مكتبة المنار الإسلامية - الكويت - 1422 هـ الموافق 2001م.
محمد خيري رمضان: تتمة الأعلام للزركلي - دار ابن حزم - بيروت - 1418 هـ الموافق 1998م
أحمد رائف: سراديب الشيطان، صفحات من تاريخ الإخوان المسلمين - الزهراء للإعلام العربي - القاهرة – 1410هـ الموافق 1990م.